# Хомайер, Ойген Фердинанд фон
Ойген Фердинанд фон Хомайер (нем. Eugen Ferdinand von Homeyer; 1809—1889) — немецкий орнитолог; дядя лепидоптеролога, орнитолога и энтомолога Александра фон Хомайера.

## Биография
Ойген Фердинанд фон Хомайер родился 11 ноября 1809 года в городе Медове на территории нынешней земли Мекленбург-Передняя Померания. Сначала посвятил себя сельскому хозяйству на семейной ферме, где постепенно и начал делать научные наблюдения и создавать орнитологическую коллекцию.
В 1837 году издал свой труд, озаглавленный «Systematische Uebersicht der Vögel Pommerns». В 1840 году он женился и приобрел в 1852 году земельный участок, где разбил ландшафтный парк, который продал после смерти его жены в 1873 году.
В октябре 1850 года, из возникшей в 1845 году орнитологической секции «Общества немецких натуралистов и врачей», при участии Иоганна Фридриха Наумана и Эдуарда Бальдамуса создал в Лейпциге Немецкое общество орнитологов и с 1876 по 1883 год был его президентом. Он предпринял несколько научных экспедиций с Бремом до Нижнего Дуная; это стало возможным благодаря его знакомству с кронпринцем Австрии Рудольфом, который всячески способствовал его исследованиям.
Написал ряд научных работ, из которых, согласно «ЭСБЕ», «самая значительная» была издана в 1881 году в Лейпциге под названием «Die Wanderung d. Vögel». Его коллекция европейских птиц, наряду с коллекцией Кристиана Людвига Брема, занимала в своё время ведущее место среди коллекций этого рода. После своей смерти, согласно его завещанию, коллекция была передана Музею естествознания в Брауншвейге.
Ойген Фердинанд фон Хомайер умер 31 мая 1889 года в Штольпе (ныне Слупск).
Свою страсть к орнитологии он передал своему племяннику Александру, который тоже стал учёным.